# Campeonato Europeu de Atletismo em Pista Coberta de 2011 - 3000 m masculino
A prova dos 3000 metros masculino do Campeonato Europeu de Atletismo em Pista Coberta de 2011 foi disputada entre 4 e 5 de março de 2011 na AccorHotels Arena em Paris, França.

## Recordes
Antes desta competição, os recordes mundiais e do campeonato nesta prova eram os seguintes:
|                       | Nome           | Nacionalidade | Tempo     | Local     | Data                    |
| --------------------- | -------------- | ------------- | --------- | --------- | ----------------------- |
| Recorde mundial       | Daniel Komen   | Quênia        | 7m 24s 90 | Budapeste | 6 de fevereiro de 1998  |
| Recorde do campeonato | Mo Farah       | Reino Unido   | 7m 40s 17 | Madri     | 7 de março de 2009      |
| Recorde europeu       | Sergio Sánchez | Espanha       | 7m 32s 41 | Valência  | 13 de fevereiro de 2010 |

## Medalhistas
| Ouro           | Prata                 | Bronze            |
| Mo Farah (GBR) | Hayle Ibrahimov (AZE) | Halil Akkaş (TUR) |

## Resultados

### Bateria
Qualificação: 3 atletas de cada bateria  (Q) mais os  3 melhores qualificados (q).  
Bateria 1
| Posição. | Raia | Atleta                   | Nacionalidade | Tempo   | Notas            |
| -------- | ---- | ------------------------ | ------------- | ------- | ---------------- |
| 1        | 5    | Mo Farah                 | Reino Unido   | 8:02.37 | Q                |
| 2        | 6    | Rui Silva                | Portugal      | 8:02.69 | Q                |
| 3        | 3    | Daniele Meucci           | Itália        | 8:02.71 | Q                |
| 4        | 2    | Francisco Javier Alves   | Espanha       | 8:02.90 |                  |
| 5        | 4    | Sergej Ivanov            | Rússia        | 8:07.27 |                  |
| 6        | 8    | Mykola Labovskyj         | Ucrânia       | 8:08.17 |                  |
| 7        | 1    | Nordine Gezzar           | França        | 8:10.69 |                  |
| 8        | 9    | Bjørnar Ustad Kristensen | Noruega       | 8:11.63 |                  |
| 9        | 7    | Sevak Yeghikyan          | Armênia       | 8:23.83 | Recorde nacional |

Bateria 2
| Posição. | Raia | Atleta              | Nacionalidade | Tempo   | Notas |
| -------- | ---- | ------------------- | ------------- | ------- | ----- |
| 1        | 1    | Hayle Ibrahimov     | Azerbaijão    | 8:00.36 | Q     |
| 2        | 2    | Florian Carvalho    | França        | 8:00.90 | Q     |
| 3        | 8    | Jesús España        | Espanha       | 8:01.56 | Q     |
| 4        | 5    | Mert Girmalegesse   | Turquia       | 8:02.12 | q     |
| 5        | 4    | Łukasz Parszczyński | Polónia       | 8:03.14 |       |
| 6        | 6    | Sjarhej Čabiarak    | Bielorrússia  | 8:05.29 |       |
| 7        | 7    | Jonas Hamm          | Finlândia     | 8:16.51 |       |
| 8        | 3    | Adil Bouafif        | Suécia        | 8:20.69 |       |
| 9        | 9    | Valentin Smirnov    | Rússia        | 8:29.23 |       |

Bateria 3
| Posição. | Raia | Atleta           | Nacionalidade | Tempo   | Notas |
| -------- | ---- | ---------------- | ------------- | ------- | ----- |
| 1        | 5    | Yohan Durand     | França        | 8:01.24 | Q     |
| 2        | 2    | Halil Akkaş      | Turquia       | 8:01.38 | Q     |
| 3        | 1    | Andy Baddeley    | Reino Unido   | 8:01.56 | Q     |
| 4        | 3    | Stefano La Rosa  | Itália        | 8:01.89 | q     |
| 5        | 4    | Sjarhej Platonaŭ | Bielorrússia  | 8:02.46 | q     |
| 6        | 7    | Dan Mulhare      | Irlanda       | 8:04.57 |       |
| 7        | 6    | Víctor García    | Espanha       | 8:11.31 |       |
| 8        | 8    | Yegor Nikolaev   | Rússia        | 8:13.01 | q*    |

Nota: Yegor Nikolayev foi qualificado para a decisão final pelo juiz. pois  durante a sua corrida colidiu com outro atleta competindo em diferentes eventos.

### Final
A final foi realizada às 16:50 no dia 5 de março de 2011.  
| Posição.          | Raia | Atleta            | Nacionalidade | Tempo   | Notas                |
| ----------------- | ---- | ----------------- | ------------- | ------- | -------------------- |
| Medalha de ouro   | 6    | Mo Farah          | Reino Unido   | 7:53.00 |                      |
| Medalha de prata  | 3    | Hayle Ibrahimov   | Azerbaijão    | 7:53.32 |                      |
| Medalha de bronze | 5    | Halil Akkaş       | Turquia       | 7:54.19 |                      |
| 4                 | 2    | Andy Baddeley     | Reino Unido   | 7:54.49 | Recorde da temporada |
| 5                 | 4    | Jesús España      | Espanha       | 7:54.66 |                      |
| 6                 | 1    | Rui Silva         | Portugal      | 7:59.49 |                      |
| 7                 | 2    | Yohan Durand      | França        | 8:02.40 |                      |
| 8                 | 12   | Florian Carvalho  | França        | 8:02.92 |                      |
| 9                 | 6    | Mert Girmalegesse | Turquia       | 8:04.00 |                      |
| 10                | 3    | Stefano La Rosa   | Itália        | 8:04.12 |                      |
| 11                | 9    | Daniele Meucci    | Itália        | 8:04.82 |                      |
| 12                | 5    | Yegor Nikolayev   | Rússia        | 8:05.49 |                      |
| 13                | 4    | Sjarhej Platonaŭ  | Bielorrússia  | 8:09.22 |                      |

Legenda
| Recorde mundial       | Recorde mundial (World record)               |                       | Recorde africano                      | Recorde africano (African) |                                           | Q | Classificado por posição (Qualified) |
| Recorde do campeonato | Recorde do campeonato (Championship record)  | Recorde da América    | Recorde da América (Americas)         | q                          | Classificado por melhor tempo (Qualified) |   |                                      |
| Melhor marca do ano   | Melhor marca do ano (World leading)          | Recorde asiático      | Recorde asiático (Asian)              | DNS                        | Não largou (Did not start)                |   |                                      |
| Recorde nacional      | Recorde nacional (National record)           | Recorde europeu       | Recorde europeu (European)            | DNF                        | Não terminou (Did not finish)             |   |                                      |
| Recorde pessoal       | Recorde pessoal do atleta (Personal best)    | Recorde da Oceania    | Recorde da Oceania (Oceania)          | DSQ / DQ                   | Desclassificado (Disqualified)            |   |                                      |
| Recorde da temporada  | Recorde da temporada do atleta (Season best) | Recorde sul-americano | Recorde sul-americano (South America) | NM                         | Sem marca (No mark)                       |   |                                      |